# Meromyzobia maculipennis
Meromyzobia maculipennis är en stekelart som först beskrevs av William Harris Ashmead 1893.  Meromyzobia maculipennis ingår i släktet Meromyzobia och familjen sköldlussteklar. Inga underarter finns listade i Catalogue of Life.